# Río Huaynamota
El río Huaynamota es un río de México de la vertiente del Pacífico, un afluente del río Grande de Santiago. Tiene una longitud de 280 km y una cuenca hidrográfica de 4.994,7 km².
El río Huaynamota nace en el municipio de Jiménez del Teúl, en el estado de Zacatecas. Primero se dirige en dirección noroeste y luego vira en dirección sureste. Entra durante un corto tramo en el estado de Jalisco y luego sigue por el estado de Nayarit, y discurre por el noreste del municipio de El Nayar. La confluencia con el río Grande de Santiago está a unos 40 km al noreste de la ciudad de Tepic. 
- Datos: Q5926515